# Aikatsu on Parade!
Aikatsu on Parade! (アイカツオンパレード！?, Aikatsu on Parēdo!) è un media franchise giapponese prodotto da Bandai Namco, successore della serie Aikatsu Friends!. Consiste in un videogioco arcade di carte collezionabili lanciato nell'ottobre 2019 e in una serie televisiva anime prodotta da Bandai Namco Pictures e andata in onda in TV dal 5 ottobre 2019 al 28 marzo 2020 e sul web dal 28 marzo stesso all'11 luglio 2020.
Un sequel con protagoniste differenti, intitolato Aikatsu Planet!, è stato trasmesso su TV Tokyo dal 10 gennaio al 27 giugno 2021.

## Trama
Raki Kiseki è una studentessa al secondo anno di scuola media appena trasferitasi nell'Accademia Star Harmony. Un giorno, mentre usa l'Aikatsu Pass datole dalla sorella maggiore, un ingegnere dello stesso sistema, accade qualcosa di misterioso: un sacco di porte si materializzano davanti a lei e, una volta aperte, Raki fa la conoscenza di idol mai viste prima, come Ichigo Hoshimiya, Akari Ozora e Yume Nijino. Il sogno di Raki diviene quello di poter creare il suo Premium Rare Dress e di poterlo indossare durante un'esibizione. Durante la serie un nuovo genere di rarità di abiti appare: il Legend Premium Rare Dress.

## Personaggi
Oltre ai personaggi della serie, in on Parade! appaiono anche quelli delle serie precedenti del franchise.
Raki Kiseki (姫石 らき?, Kiseki Raki)
Doppiata da: Rin Aira (ed. giapponese)
Protagonista della serie, è un'aspirante idol dell'Accademia Star Harmony. Il suo sogno è quello di poter creare un Premium Rare Dress e di potersi esibire con esso. Si considera molto fortunata ed il suo motto è "Lucky!" (「ラッキー！」?, "Rakkī!"). È una idol di tipo Cute, il suo brand preferito è "Maple Ribbon", e il suo colore è il viola pastello.

## Episodi
La serie è formata complessivamente da 31 episodi, divisi in due stagioni, andati in onda su TV Tokyo dall'ottobre 2019 al marzo 2020, e sul canale ufficiale YouTube della serie dal marzo stesso al luglio 2020.

### Colonna sonora

#### Sigle
Sigla di apertura
- Kimi no Entrance (君のＥｎｔｒａｎｃｅ?), di Raki, Aine, Mio from BEST FRIENDS! (Rin Aira, Akane Matsunaga, Ibuki Kido) (ep. 1-25)

Sigla di chiusura
- Idol katsudō! On Parade! ver. (アイドル活動！オンパレード！ｖｅｒ.?), di Raki, Aine, Mio from BEST FRIENDS! (Rin Aira, Akane Matsunaga, Ibuki Kido), Waka, Ruka, Sena (ep. 1, 3, 6, 10, 13, 16, 18, 21-22, 25)
- So Beautiful Story, di Ruka, Sena (ep. 2)
- Good morning my dream, di Ruka, Mona, Miki (ep. 4)
- Tutu Ballerina (チュチュ・バレリーナ?), di Ruka, Mona, Miki (ep. 5)
- Calendar Girl (カレンダーガール?), di Waka, Fuuri, Sunao (ep. 7)
- Original Star☆彡 (オリジナルスター☆彡?), di Waka, Fuuri, Sunao, Remi, Moe, Eri, Yuna, Risuko (ep. 8)
- Precious, di Risuko, Waka, Fuuri, Mona (ep. 9)
- Alice blue no kiss ~Another Color~ (アリスブルーのキス ～Ａｎｏｔｈｅｒ Ｃｏｌｏｒ～?), di More Than True (Nao (Toshiyuki Toyonaga)) (ep. 11)
- lucky train, di Ruka, Mona, Miki (ep. 12)
- Pride (プライド?), di Karen, Mirai from BEST FRIENDS! (Azusa Tadokoro, Ayaka Ōhashi) (ep. 14)
- Hirari/Hitori/Kirari (ヒラリ／ヒトリ／キラリ?), di Waka, Fuuri, Sunao, Remi, Moe, Eri, Yuna, Risuko (ep. 15)
- Mori no hikari no pirouette (森のひかりのピルエット?), di Sena, Ruka (ep. 17)
- Be Star, di Hibiki from BEST FRIENDS! (Yōko Hikasa) (ep. 19)
- Bon Bon Voyage!, di Risa, Miho (ep. 20)
- episode Solo, di Ruka, Nanase, Kana, Miho (ep. 23)
- Believe it, di Karen, Mirai from BEST FRIENDS! (Azusa Tadokoro, Ayaka Ōhashi) (ep. 24)